# Dan-Foam
Dan-Foam ApS er en dansk madrasproducent med hovedkvarter i Aarup på Fyn. Virksomheden producerer madrasser til Tempur-senge, og det er en del af amerikanske Tempur Sealy International. Dan-Foam kendes især for deres skummadrasser i polyurethan, som de begyndte at fremstille i 1990'erne. I 2023 havde de ca. 350 ansatte og omsatte for 1,9 mia. kroner.